# EunB
EunB (született, mint: Ko Unbi (Go Eun-bi) (hangul: 고은비, handzsa: 高恩妃) 1992. november 23. – 2014. szeptember 3.), dél-koreai énekesnő, a Polaris Entertainment lányegyüttese, a Ladies' Code tagja volt. Másfél évnyi pályafutás után autóbalesetben vesztette életét.

## Élete
Unbi (Eun-bi) a Hanlim Multi Art School tanulójaként végzett. Debütálása előtt ismert volt az SBS bemondója, Kim Szongdzsun (Kim Sung-joon) rokonaként. Ezt az információt a Polaris Entertainment is megerősítette.

## Pályafutása
Az együttes teaser videója 2013. február 27-én került fel a Polaris Entertainment hivatalos YouTube csatornájára, az együttes pedig március 7-én debütált, a Code#01 Bad Girl címet viselő mini-albummal, és aznap lépett fel az M! Countdown-on is.

## Halála
2014. szeptember 3-án a Ladies' Code tagjai a Jongdong (Yeongdong) autópályán Tegu (Daegu)ból Szöul felé utaztak, amikor Singal-tong közelében a  járművük egy védőfalnak csapódott. Unbi (Eun-bi) belehalt sérüléseibe, meg nem erősített információk szerint a sofőr szintén elhunyt. RiSe és Sojung súlyos sérüléseket szereztek. RiSe kómába esett, és 4 nappal később elhunyt. Ashley, Zuny, és két további stylist könnyebb sérülésekkel úszta meg a balesetet.
A Polaris Entertainment hivatalos közleményében azt állította, hogy a csoport Tegu (Daegu) városából Szöul felé tartott, amikor helyi idő szerint hajnali fél 2-kor, Szuvon (Suwon) közelében „a kisbusz kieső hátsó kereke, és az időjárás miatt síkos úton” a jármű többször is megcsúszott, és egy védőfalnak csapódott.

## Külső hivatkozások
- Twittere
- Együttesének weboldala[8]